# المنطقة 51: الموقع 4 (لعبة فيديو)
لعبة المنطقة 51:الموقع 4 (بالإنجليزية: Area 51: Site 4)‏ وتنطق (اريا 51: سايت 4) ، هي لعبة إلكترونية من نوع إطلاق نار من منظور الشخص الأول، أنتجت من قبل شركة أتاري سنة 1998م، وتلعب بنظام آركيد.